# Kadłubiec
Kadłubiec (dodatkowa nazwa w j. niem. Kadlubietz) – wieś w Polsce położona w województwie opolskim, w powiecie strzeleckim, w gminie Leśnica.
W latach 1975–1998 miejscowość położona była w województwie opolskim.

## Historia
W II połowie XIII wieku Poltek z Szybowic, ówczesny właściciel Kadłubca, przekazał miejscowość klasztorowi cystersów w Jemielnicy. Po śmierci Poltka ok. 1299, jego synowie Jaksa i Teodoryk odzyskali dobra. Pierwszy raz wioskę Kadłubiec wymieniono w dokumencie z 1302 roku jako „Katlubez”. W XVII wieku miejscowość ta została odnotowana jako „Kadlubietz” oraz „Kadlubiecz”. W 1783 roku w Kadłubcu znajdowały się: folwark, młyn i chłopskie zagrody. W roku 1817 jako właściciel Kadłubca występuje major von Thun z Wysokiej. W 1843 r. były tutaj trzy budynki przemysłowe (w tym wapiennik). W 1936 roku dotychczasową nazwę urzędową wsi Kadlubietz zastąpiono nazwą Annatal. Do obiektów zabytkowych na terenie Kadłubca należą wiatrak typu holenderskiego i murowana kaplica.

## Liczba mieszkańców Kadłubca
1783: 144 mieszkańców

1817: 184

1861: 564

1910: 643

1939: 629

1996: 452